# Рамон Менендез Пидал
Рамон Менендез Пидал (шп. Ramón Menéndez Pidal; Коруња, 13. март 1869 — Мадрид, 14. новембар 1968) био је шпански филолог, историчар, фолклориста, шпански медијевалиста, творац шпанске филолошке школе и члан Генерације '98. Његов главни предмет изучавања био је Ел Сид (El Cid), познати шпански јунак чија су дела описана у првом јуначком спеву на шпанском језику по имену Песма о Сиду (шп. El Cantar de mío Cid), написаном око 1200. године. Такође се бавио исцрпним истраживањем шпанских романси.

## Биографија
Рођен је у Коруњи, крштен је 18. марта 1869. у цркви Свете Марије од Коруње (Iglesia Parroquial Colegiata de Santa María del Campo de la Coruña) под именом Рамон Франциско Антонио Леандро (Ramón Francisco Antonio Leandro). Био је син судије Хуана Менендеза (Juan Menéndez Fernández), рођеног у Пахаресу у Астуријасу (Pajares, Asturias) и Рамоне Пидал (Ramona Pidal), родом из Виљависиоса (Villaviciosa) и брат Хуана и Луиса. Када је напунио три месеца његов отац се преселио у Овиједо, где је био одбачен од стране Магистрата јер се није заклео на устав из 1869. У овом граду је живео до Пидалове шесте године, после је поново враћен и упућен у Севиљу. Са десет година је покушао да се упише у Институт Албесете (el Instituto de Albacete), у граду где је његов отац био судија. Институт је уписао током средњег образовања које је наставио у Бургосу (друга година) и Овиједу (трећа и четврта година). 1883. године је студирао на институту у Мадриду (el Instituto Cardenal Cisneros de Madrid). Овај период самог формирања Пидала назван је "његова кастиљанизација" ("su castellanización"). Потом је студирао на Универзитету у Мадриду (la Universidad de Madrid) где је био ученик Марселина Менендеза Пелаја (Marcelino Menéndez Pelayo) и где је 1899. постао професор на катедри за романску филологију, где је остао до свог пензионисања 1939. године. 28. октобра 1899. се учланио у Краљевску билиотеку (la Real Biblioteca) где је привремено помагао у изради "Каталога рукописа" (Catálogo de manuscritos), међутим како је ово било веома успешно дело касније је био одговоран и за "Каталог опште хронике Шпаније" (Catálogo de Crónicas Generales de España, 1898). Био је повезан са библиотеком све до 5. априла 1911, иако је доста био одсутан током разних периода због многих путовања у Европу и Америку. Као узрок тога, истакао је то што је постао комесар током питања граница између Перуа и Еквадора 1904. године. Током свог рада у Краљевској библиотеци такође се бавио историјским изворима Шпаније, и са уживањем је проучавао песмарице (los cancioneros) и романсе (romanceros manuscritos).
Године 1990, се оженио Маријом Гојри (Maríа Goyri), првом женом која је започела званичне студије и завршила их на Филолошком факултету (la Facultad de Filosofía y Letras) 1896. године. На свом заједничком путовању, обоје су открили упорност "Шпанске Романсе", као усмене књижевности, и започели сакупљање многих романси по Старој Кастиљи. 1901. године, када је изабран за Шпанску Краљевску Академију (la Real Academia Española), његов учитељ, Менендез Пелајо му је одржао говор добродошлице.
Године 1925. је изабран за директора Шпанске Краљевске Академије. Током Шпанског грађанског рата је одлучио да напусти Шпанију и живео је у Бордоу, САД, Паризу и на Куби. У септембру 1937. године је отворио два одвојена курса на Универзитету у Колумбији на тему "Историја шпанског језика" и "Проблеми шпанских балада". У Бордоу је почео да пише "Историју шпанског језика", која је постхумно објављена 2005. године под заштитом Дијега Каталана Мендеза Пидала (Diego Catalán Menéndez-Pidal). 1939. године напушта место директора Шпанске Краљевске Академије у знак протеста на политичку одлуку која се негативно односила на неке чланове академије. Упркос томе, поново је изабран за место директора 1947. године и на тој функцији је остао до смрти, али није успео да врати на раније позиције оне академике који су били избачени када је он напустио директорско место. 31. маја 1950. проглашен је почасним грађанином Бургоса.

## Дела
1893. године Шпанска краљевска академија је наградила његову студију о граматици и речнику "Песме о Сиду" коју је објавио неколико година касније. Такође је реконструисао граматику користећи језички материјал из овог дела, чиме је поставио темеље за своје дело "Историја граматике" (Gramática histórica). За ово дело је добио награду од стране Краљевске Академије за историју. 1904. године је издао "Историјску шпанску граматику" (Manual de gramática histórica española) која је у следећим издањима обогаћена. 1912. године је приступио Краљевској Академији за историју. 1914. године је основао филолошки часопис (la Revista de Filología Española). 1924. године објављује народну поезију ("La poesía juglaresca y juglares") где се бавио истраживањем о пореклу поезије у Кастиљи и реконструише различите доказе о првим сераниљама (seranillas). 1910. године у делу "Кастиљански епови кроз шпанску књижевност" ("La epopeya castellana a través de la literatura española") је приказао кастиљанску епску поезију кроз баладе. Од 1925. године је почео да објављује научна историјска истраживања: "Шпанија у време Сида" (La España del Cid, 1929), "Остаци шпанске епске поезије" ("Reliquias de la poesía épica española", 1952), "Шпанске баладе" ("Romancero hispánico", 1953), "Народна поезија" ("Poesía juglaresca y juglares") чије је последње издање изашло 1957. године.
Његова дела строго филолошке теме су: "Историјска шпанска граматика" ("Manual elemental de gramática histórica", 1904) сукцесивно проширена и исправљена и чији значај проистиче из научних метода реализованих у шпанскох филологији; "Порекло шпанског језика" ("Orígenes del español", 1926) монументална и веома учена анализа почетака кастиљанског језика; "Шпанска предроманска топонимија" ("Toponimia prerrománica hispana", 1953); "Леонски дијалекат" ("El dialecto leonés", 1906), итд. Такође је реализовао неколико радова на тему лингвистичке дисциплине стилистике као што су: "Језик Кристофера Колумба и други есеји" (La lengua de Cristóbal Colon y otros ensayos", 1942) где анализира језичке посебности, као и стилистику Свете Терезе Авилске, Кристофера Колумба, итд.
Био је веома заинтересован за баскијски језик, који је такође био предмет његових филолошких студија. Као дописник Краљевске Академије баскијског језика је објавио дело "О баскијском језику" ("En torno a la lengua vasca", 1962). Такође је промовисао пројекат заједничког састављања велике историје Шпаније ("Historia de España", 1935) дела које је недавно завршено.